# رناته اشتشر
رناته اشتشر ورزشکار زن رشتهٔ دو و میدانی اهل کشور آلمان شرقی است. وی در بین سال‌های ‎۱۹۷۲ تا ۱۹۷۶ میلادی در مسابقات بازی‌های المپیک تابستانی در مجموع ۶ مدال، شامل ۳ مدال طلا و ۲ نقره و ۱ برنز را کسب کرد.